# Пиетрапаола
Пиетрапа̀ола (на италиански: Pietrapaola) е село и община в Южна Италия, провинция Козенца, регион Калабрия. Разположено е на 375 m надморска височина. Населението на общината е 1182 души (към 2012 г.).